# Magnesi nitride
Magnesi nitride, là một hợp chất với công thức hóa học Mg3N2, của magie và nitơ. Ở nhiệt độ phòng và áp suất bình thường, nó là một chất bột màu vàng xanh lục.

## Điều chế
- Đưa khí nitơ khô chạy qua magnesi nung nóng:

{\displaystyle {\ce {3Mg{}+N2->[{\ce {800^{\circ }C}}]Mg3N2}}}
- hoặc amonia:

{\displaystyle {\ce {3Mg{}+2NH3->[{\ce {700^{\circ }C}}]Mg3N2{}+3H2}}}

## Tính chất hóa học
Magnesi nitride phản ứng với nước tạo thành magie hydroxide và khí amonia giống như nhiều nitride kim loại khác.
Mg3N2(rắn) + 6 H2O(l) → 3 Mg(OH)2(dd) + 2 NH3(khí)
Trên thực tế, khi magnesi được đốt cháy trong không khí, một số magnesi nitride được hình thành bên cạnh sản phẩm chính magie oxit.

## Ứng dụng
Magnesi nitride là chất xúc tác trong tổng hợp thực tế đầu tiên của borazon (cubic boorit nitride).